# Cuyamel Fruit Company

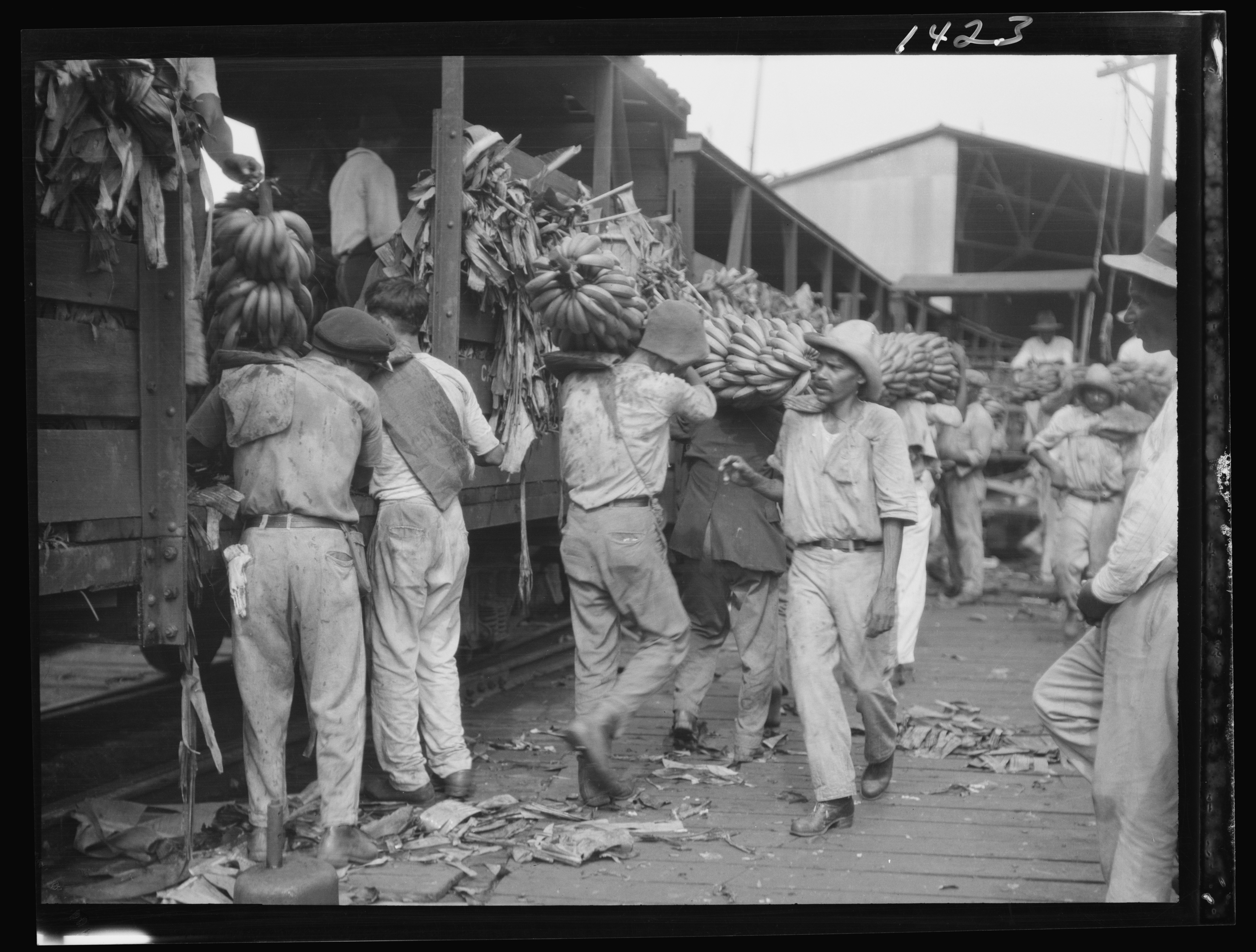
New Orleans, Verladung von Bananen

Die Cuyamel Fruit Company war ein amerikanisches Fruchtunternehmen, das von William Streich gegründet und 1904 von Samuel Zemurray übernommen wurde. Zemurray beteiligte sich 1905 an der Thatchers Brothers Steamship Company. 1910 kaufte Zemurray Land für den Bananenanbau in Honduras, hier hatte er sich bereits im Bau der Eisenbahn engagiert. Von 1911 bis 1929 hat Cuyamel Fruit Company in Honduras Bananen angebaut und erfolgreich in Konkurrenz zur Boston Fruit Co mit eigenen Schiffen nach Nordamerika importiert. 1929 wurde Cuyamel Fruit Company von der United Fruit ex Boston Fruit Co übernommen.

## Geschichte
Samuel Zemurray wurde 1877 in einer armen jüdischen Familie in Kischinew, Bessarabien, geboren und wuchs auf einer Weizenfarm auf. Nach dem Tod seines Vaters wanderte er 1891 mit seiner Tante nach Amerika aus. In Selma, Alabama hatte sein Onkel einen Laden, hier verbrachte er die ersten Jahre und arbeitete in vielen Gelegenheitsjob. Mit dem gesparten Geld holte er seine Geschwister aus der Heimat in die Vereinigten Staaten.

### 1902 Hubbard-Zermurry Company
Zemurray begann bereits 1895, im Hafen von Mobile, Alabama, vorzeitig gelb gewordene Bananen aufzukaufen und anschließend im Straßenhandel zu verkaufen. Das führte zu seinem Spitznamen „Sam the Banana Man“. Bananen galten in den Vereinigten Staaten zu dieser Zeit als delikate Früchte, die jedoch schnell verdarben und der Bananenhandel musste die Früchte schnell an die Endkunden bringen. Vom Straßenhandel expandierte das Geschäft mit seinem Partner Ashbell Hubbard schnell in die umliegende Region von Mobile. Seine Agenten transportierten die gelben Bananen per Eisenbahn und verkauften sie an den Bahnhöfen. 1902 entstand daraus die Hubbard-Zermurry Company als Vorläufer der Cuyamel Fruit Company, die vorzeitig gereifte Bananen kauften und weiterverkauften. Diese Bananen kamen von der United Fruit Company, die sich an Zemurrays Gesellschaft beteiligten, Im Jahr 1902 zog die Hubbard-Zermurry Company von Mobile nach New Orleans. Die Hubbard-Zermurry Company beteiligte sich 1905 mit 40 % an der Thatchers Brothers Steamship Company, die mit gecharterten Schiffen Bananen nach Mobile transportierte.

### 1903 Übernahme der Cuyamel Fruit Company
Die Hubbard-Zermurry Company übernahm die 1903 gegründete Cuyamel Fruit Company, integrierten sie in ihr eigenes Unternehmen und firmierten künftig unter Cuyamel Fruit Company. Zu dieser Zeit bauten sie jedoch noch keine eigenen Bananen an, sondern importierten die Bananen der Farmer aus Mittelamerika.
1910 erwarb Zemurray Land in Honduras, das sich gut für den Bananenanbau eignete. Er investierte in die Infrastruktur für die Errichtung von Bananenplantagen. Dazu gehörte auch der Bau von Eisenbahnlinien, Brücken und Anlegestellen, um die Früchte zum Hafen transportieren und verladen zu können.

### 1911 Eigene Bananenplantagen und Putsch
1910 nahm Zemurray einen Kredit auf und erwarb in Honduras fünftausend Hektar Land entlang des Cuyamel-Flusses, das sich gut für den Bananenanbau eignete. Als er erfuhr, dass Miguel Davila, der honduranische Präsident, ihm im Gegensatz zur Konkurrenz, keine Steuer-, Land- und Transportkonzessionen gewähren wollte, organisierte und finanzierte Zemurray einen Militärputsch und ersetzte Davila durch Manuel Bonilla. Dazu heuerte er den Abenteurer Lee Christmas und eine Truppe von etwa 100 Söldnern an, die mit einem ehemaligen Schiff der US-Marine nach Honduras fuhren. Die stürzten Davila und setzten den ehemaligen honduranischen Präsidenten Manuel Bonilla ein, der in New Orleans gelebt hatte. Von Bonilla erhielt Zemurray die benötigten Verträge, auch um die Hubbard-Zemurray Company, Honduras zu gründen.

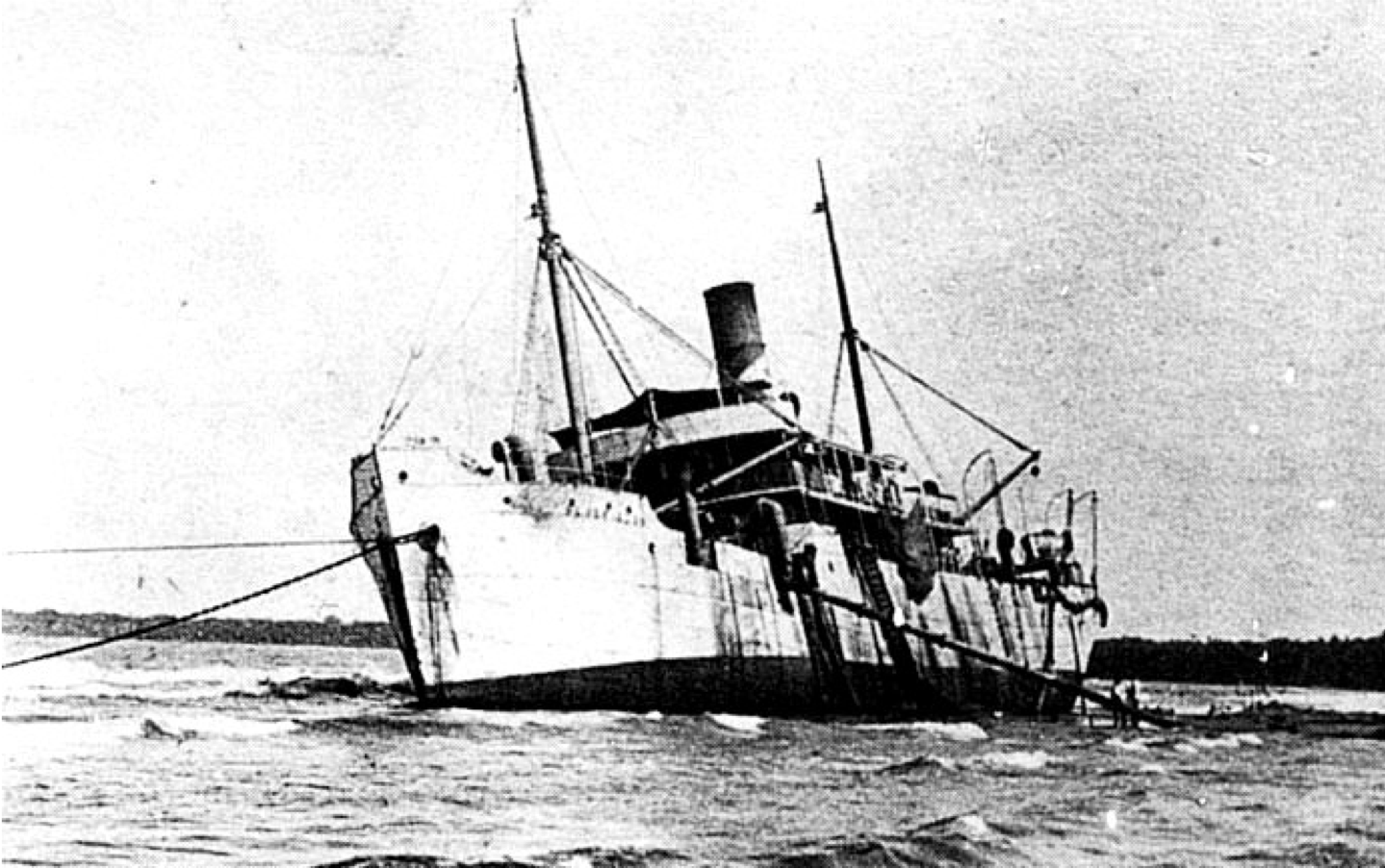
Wrack der Bluefields
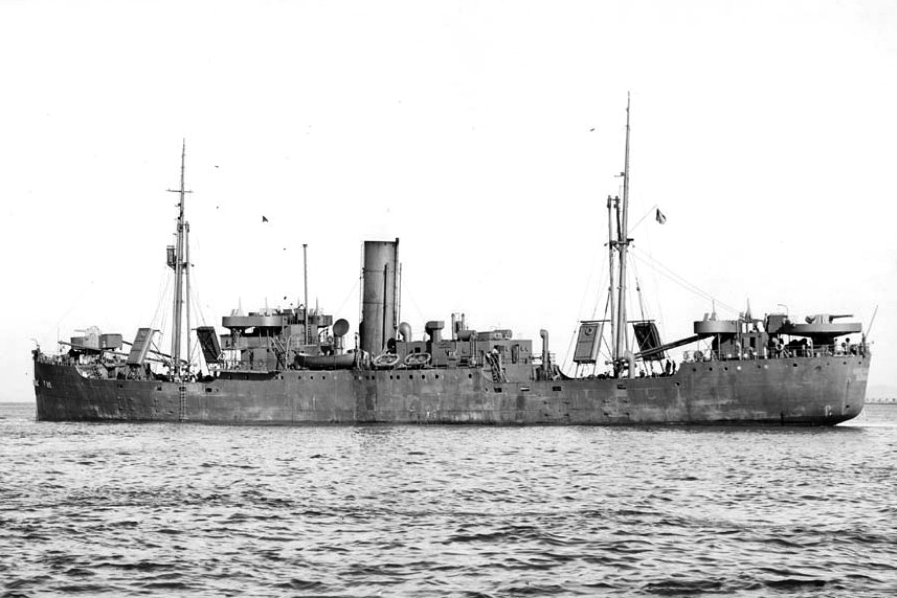
Die Copan als Taurus bei der US Navy
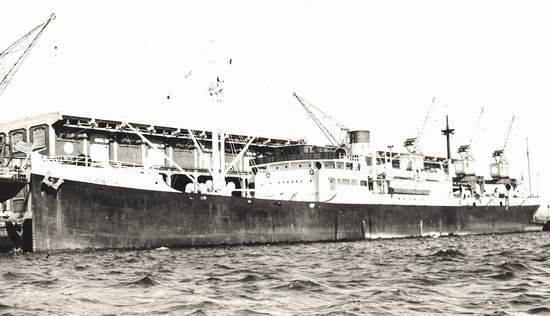
Die Olancho wurde am 11. März 1943 von U-183 versenkt

### Eigene Kühlschiffe
Der zunehmende kartellrechtliche Druck der US-Regierung auf United Fruit ermöglichte es Zemuuray, 1913 den United Fruit-Anteil seines Unternehmens zurückzukaufen. Daraufhin expandierte er und erwarb rund 20 Schiffe, die mit Kühleinrichtungen ausgestattet waren. Cuyamel Fruit hatte inzwischen begonnen, auch Kokosnüsse, Ananas, Palmöl, Rinder, Holz und Zuckerrohr anzubauen und zu vermarkten.
In den folgenden Jahren geriet Zemurray immer wieder in Streit mit United Fruit. Neben Landstreitigkeiten ging es auch um Sabotage, rechtliche Anfechtungen und sogar um offene Gewalt. 1929 vermittelte das US-Außenministerium erfolgreich Gespräche zwischen den Kontrahenten, um den Konflikt zu beenden.

### Verkauf an die United Fruit Company
Als Ergebnis wurde die Cuyamel Fruit Company  mit Landbesitz in Honduras und 15 Schiffen 1929 für 31 Millionen Dollar an United Fruit verkauft.
Da die Aktien des Unternehmens nach der Übernahme von Cuyamel um 90 % an Wert verloren, stieg Zemurray wieder ins Bananengeschäft ein. Er kaufte eine Mehrheitsbeteiligung an United Fruit und ließ sich zum Präsidenten wählen. Zemurray reorganisierte das Unternehmen, erhöhte die Fruchtqualität, indem er die Abläufe auf den Plantagen vor Ort verbesserte. Auch der Einsatz der Schiffe wurde von ihm optimiert und mit diesen Maßnahmen aber auch durch die äußeren wirtschaftspolitischen Umstände wurde das Unternehmen wieder rentabel.